# Louise Eleonore zu Hohenlohe-Langenburg
Louise Eleonore zu Hohenlohe-Langenburg (* 11. August 1763 in Langenburg; † 30. April 1837 in Meiningen) war Herzogin und von 1803 bis 1821 Regentin von Sachsen-Meiningen.

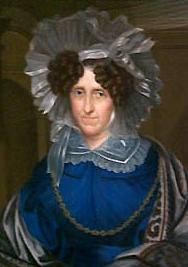
Louise Eleonore zu Hohenlohe-Langenburg, Herzogin von Sachsen-Meiningen

## Leben
Louise Eleonore war eine Tochter des Fürsten Christian Albrecht Ludwig zu Hohenlohe-Langenburg und seiner Gemahlin Karoline, Gräfin  zu Stolberg-Gedern (1732–1796). Am 27. November 1782 heiratete sie in Langenburg Herzog Georg I. von Sachsen-Meiningen.
Als ihr Ehemann am 24. Dezember 1803 starb, übernahm sie als Vormund ihres Sohnes Bernhard II. Erich Freund die Regierung des Herzogtums. Durch die napoleonischen Kriegswirren bedingt, war das Land gezwungen, 1806 dem Rheinbund beizutreten und Truppen bereitzustellen. Nach der Beendigung des Krieges war es im Herzogtum zu Hungersnöten gekommen, denen Louise Eleonore mit dem Import von Getreide entgegenzusteuern suchte.
Sie sorgte durch Flurbereinigungen für eine bessere Verwaltbarkeit des Landes und eröffnete 1821 in Meiningen das bereits zu Lebzeiten ihres Mannes begonnene Gymnasium Bernhardinum. Ihre Kinder erzog sie sorgfältig und machte sie auf einer Italienreise mit dem Pädagogen Johann Heinrich Pestalozzi bekannt.
Ihre Tochter Adelheid heiratete den späteren König Wilhelm IV. von Großbritannien und Irland. Im Land mussten für die enorme Aussteuer der Braut Sondersteuern erlassen werden. Nachdem ihr Sohn die Volljährigkeit erreicht hatte, begab sich Louise Eleonore auf mehrere Reisen, unter anderem nach England zu ihrer Tochter, zu der sie ein sehr vertrautes Verhältnis hatte. Bernhard II. ließ für sie in Meiningen bis 1823 ein Wittumspalais, das heutige Große Palais, als Wohnstätte errichten.

## Nachkommen
- Adelheid (1792–1849)

⚭ 1818 den nachmaligen König Wilhelm IV. König von Großbritannien (1765–1837)
- Ida (1794–1852)

⚭ 1816 Herzog Karl Bernhard von Sachsen-Weimar-Eisenach (1792–1862)
- Bernhard II. Erich Freund (1800–1882), Herzog von Sachsen-Meiningen

⚭ 1825 Prinzessin Marie von Hessen-Kassel (1804–1888)